# Saïd al-Andalusí
Abu-l-Qàssim Sàïd ibn Àhmad ibn Abd-ar-Rahman ibn Muhàmmad ibn Sàïd ibn Wàthiq at-Taghlibí al-Qurtubí at-Tulaytulí (àrab: صاعد بن أحمد بن عبد الرحمن بن محمد بن صاعد بن واثق التغلبي القرطبي الطليطلي, Abū l-Qāsim Ṣāʿid b. Aḥmad b. ʿAbd ar-Raḥmān b. Muḥammad b. Ṣāʿid b. Wāṯiq at-Taḡlibī a-Qurṭubī aṭ-Ṭulayṭulī), més conegut com Sàïd al-Andalussí (àrab: صاعد الأندلسي, Ṣāʿid al-Andalusī) o cadi Sàïd (Almeria, 1029 - Toledo, juliol de 1070), va ser un jurista i científic andalusí del segle xi.

## Vida
No es coneix gran cosa de la seva biografia. S'ignora amb qui va estudiar els seus primers anys i perquè va abandonar Almeria d'adolescent; però el cas és que de jove va seguir els passos de la seva família, obtenint una sòlida formació en les diferents disciplines de la religió islàmica. Se sap fefaentment que es va aposentar a Toledo entorn de l'any 1058 i que va estudiar a Guadalajara amb Abu-Muhàmmad al-Qàssim ibn Fat·h abans del 1059. La seva formació no devia ser gaire diferent de la de molts joves de famílies intel·lectuals i benestants.
L'any 1068 va ser nomenat cadi (principal jutge religiós) de Toledo, càrrec que ja havia ocupat el seu pare i que ell ocuparà fins a la seva mort.

## Obra
L'únic tractat seu del qual es conserven manuscrits és At-tarif bi-tabaqat al-umam o Kitab tabaqat al-umam (Llibre de les categories de les nacions) que ha estat editat en el segle xx en diverses ocasions en francès, anglès i castellà. Aquí, per nacions cal entendre els pobles de l'antiguitat: indis, perses, grecs, egipcis, hebreus, etc. El llibre és un tractat d'Història de la ciència a través dels temps. La idea de Sàïd és de generació acumulativa de coneixement des de la seva primera aparició (o revelació?). En ell afirma que fins a al-Hàkam II, a finals del segle x, no es troba cap escola o nucli científic a l'Àndalus: només noms aïllats.
Va escriure també una Història Universal (Jawami akhbar al-umam min al-àrab wa-l-àjam) i un tractat sobre les diverses religions de la Humanitat (Maqalat ala al-milal wa-n-nihal). No s'han conservat aquestes obres de les que només en coneixem els títols per referències del mateix Sàïd.
Més interessant devia ser un llibre que ell mateix cita nombrosos cops: el tractat sobre la rectificació del moviment dels astres i exposició dels errors d'observació (Islah harakat al-kawàkib wa-t-tarif bi-khatà ar-raixidín), però tampoc se'n conserva cap exemplar. La desaparició d'aquest llibre impedeix conèixer l'activitat astronòmica a Toledo anterior a la marxa d'Azarquiel a Còrdoba l'any 1080.